# Joan Gamper
Joan Gamper, původním jménem Hans-Max Gamper (22. listopadu 1877, Winterthur – 30. července 1930, Barcelona), byl švýcarský fotbalista, průkopník sportu a zejména fotbalu. Založil několik evropských fotbalových klubů, mj. FC Basilej, FC Curych a FC Barcelona.

## Život
Již od mládí byl sportovním nadšencem – krom fotbalu hrál ragby, tenis, golf, provozoval atletiku, plavání i cyklistiku. Roku 1897 se přestěhoval do francouzského Lyonu, kde pracoval pro banku Crédit Lyonnais. Tato společnost ho roku 1898 poslala do katalánské Barcelony. Gamper v Katalánsku zakořenil, mj. proto, že skvěle zvládl katalánštinu. Také pokatalánštil své jméno, neboť H se Kataláncům obtížně vyslovovalo. Krom obchodu v Katalánsku pracoval jako dopisovatel švýcarských novin a založil i vlastní sportovní noviny Los Deportes. Právě v nich uveřejnil 22. října 1899 inzerát oznamující, že by rád založil fotbalový klub, a že zájemci se mají dostavit ke gymnáziu Solé. 29. listopadu se tam sešla skupinka sportovních nadšenců, zhusta švýcarských a britských protestantů (sám Gamper byl protestant), a toto datum je tak považováno za vznik klubu FC Barcelona. Je pravděpodobné, že barvy klubu – modrou a červenou – vybral Gamper podle barev FC Basilej.
Za Barcelonu Gamper zpočátku i hrál, jako kapitán (funkce prezidenta ani tehdy neexistovala) – v letech 1899–1903 odehrál 51 utkání, v nichž vstřelil 120 branek. Roku 1901 s klubem vyhrál trofej zvanou Copa Macaya. Tato soutěž je dnes považována za první ročník katalánského mistrovství. Roku 1902 Gamper vedl svůj tým i ve vůbec prvním ročníku španělského poháru (Copa del Rey), ve finále podlehli klubu Vizcaya.
Roku 1908 byl jmenován prezidentem klubu. Tuto funkci zastával s přestávkami 25 let, přesněji v letech 1908–1909, 1910–1913, 1917–1919, 1921–1923 a 1924–1925. Do roku 1909 Barcelona neměla vlastní stadion, to jako prezident Gamper změnil. První stánek, který v tom roce pořídil, Camp del carrer Indústria, pojal 6000 diváků, druhý, Camp de Les Corts, byl dostavěn roku 1922, na něj se vešlo již 20 000 diváků, přičemž postupně byla jeho kapacita navyšována až na 60 000. Barcelona na něm hrála až do roku 1957, kdy se přestěhovala na Nou Camp. K jeho zásluhám je rovněž přičítáno, že do klubu přivedl legendárního střelce fotbalového pravěku Paulino Alcántaru, dodnes druhého nejlepšího střelce v historii klubu, a anglického trenéra Jacka Greenwella. Během Gamperova prezidentství Barcelona získala tři španělské poháry (1911/12, 1912/13, 1924/25).
Místo prezidenta klubu musel Gamper opustit po skandálu z roku 1925, kdy fanoušci Barcelony vypískali při úvodním ceremoniálu španělskou hymnu a naopak tleskali při britské hymně God Save the Queen. Španělský diktátor Primo de Rivera obvinil Gampera z podporování katalánského nacionalismu a separatismu a uzavřel na půl roku klubu stadión. Následně Gampera navíc postihly finanční problémy, což vše nakonec vyústilo roku 1930 v jeho sebevraždu.
Roku 1966 prezident FC Barcelona Enric Llaudet založil soutěž Pohár Joana Gampera (Trofeu Joan Gamper), k jeho poctě. Hraje se každoročně v srpnu, před začátkem španělské ligy, a účastní se jí týmy z celého světa.